# 零點出擊
《零點出擊》，是香港電視廣播有限公司的時裝查案電視劇。

## 演員表
- 溫兆倫 飾 卓　嵐
- 楊寶玲 飾 羅一妍
- 謝　寧 飾 夏文鳳
- 李家聲 飾 向　升
- 關海山 飾 華　崗
- 戴志偉 飾 華學謙
- 雷宇揚 飾 華學德
- 何嘉麗 飾 華蓁蓁
- 蔡國權 飾 施　正
- 吳婉儀 飾 施　容
- 蔡嘉利 飾 蒙亮君
- 李龍基 飾 蒙帶妹
- 胡美儀 飾 馬小玲
- 吳瑞庭 飾 高義生
- 梁少狄 飾 榮